# Sigrid Combüchen
Sigrid Combüchen Åkerman (Solingen, 16 de enero de 1942) es una escritora, académica, crítico literario y periodista sueca nacida en Alemania que ha incursionado principalmente en los géneros de la novela y ensayo.
Ha recibido diversos reconocimientos por su labor literaria y periodística, entre ellos el Premio Dobloug de la Academia Sueca en 1990, el Premio Einar Hansen en 1999, el Premio Selma Lagerlöf en 2004 y el Premio Gerard Bonnier de ensayo en 2007.

## Obras
- 1960 — Ett rumsrent sällskap
- 1977 — I norra Europa
- 1980 — Värme
- 1988 — Byron, en roman
- 1992 — Korta och långa kapitel
- 1994 — Att läsa bibeln för andra gången
- 1995 — Om en dag man vaknar
- 1998 — Parsifal
- 2003 — En simtur i sundet
- 2006 — Livsklättraren
- 2010 — Spill – en damroman
- 2014 — Den umbärliga (libro sobre Ida Bäckmann)